# Vasco Martinz de Resende
Vasco Martinz de Resende (fl. XIII secolo) è stato un trovatore portoghese, attivo alla fine del XIII secolo.
È un antenato dell'umanista André de Resende. Della sua opera poetica si conosce solo un componimento: una tenzón d'amore insieme ad Afonso Sanchez.